# محكمة كولورادو العليا
محكمة كولورادو العليا هي محكمة عليا في ولاية كولورادو الأمريكية. تأسست المحكمة عام 1876، في دنفر، وتتكون من رئيس المحكمة العليا، وستة قضاة مساعدين يعينهم حاكم ولاية كولورادو من قائمة المرشحين الذين وافقت عليهم لجنة قضائية بالولاية، ويواجه كل قاضٍ انتخابات الاحتفاظ به بعد عامين من تعيينه وكل عشر سنوات بعد ذلك، مع التقاعد الإلزامي عند سن 72 عامًا.

## الصلاحيات والواجبات

### الاختصاص الاستئنافي

#### الطعون التقديرية
تتعامل المحكمة بشكل أساسي مع التماسات تحويل الدعوى، حيث تطلب التماسات تحويل الدعوى من المحكمة العليا ومنح مراجعة إضافية للقضية، و تكون المراجعة الأولية استئناف الحق تمت عن طريق، محكمة الاستئناف في كولورادو في الاستئنافات المقدمة من المحاكم ذات الاختصاص العام التي تسمى محاكم المقاطعات، أو محاكم الاختصاص المحدود التي تسمى محاكم البلديات.
يتم منح جزء صغير فقط من التماسات تحويل الدعوى من قبل المحكمة العليا في كولورادو، ومن بين الالتماسات المقدمة في عامي 2015 و2016، حصل 6% فقط من جميع القضايا على مراجعة إضافية، ويتطلب الأمر ثلاثة من القضاة السبعة للتصويت لصالح التماس تحويل الدعوى حتى يتم منحه.

## الكومنولث
تختلف وظيفة القضاة المساعدين اعتمادًا على المحكمة التي يرأسونها، في ولاية نيو ساوث ويلز الأسترالية يستمع القضاة المشاركون في المحكمة العليا لنيو ساوث ويلز إلى المحاكمات المدنية والاستئنافات المقدمة من المحاكم الأدنى، من بين أمور أخرى يمكن للقضاة المنتسبين أن يشغلوا منصب قاضٍ منفرد أو قد يشاركون في محكمة الاستئناف في نيو ساوث ويلز، في نيوزيلندا يشرف القضاة المساعدون في المحكمة العليا لنيوزيلندا على العمليات الأولية في معظم الإجراءات المدنية، يتمتع القضاة المساعدون بسلطة قضائية للتعامل مع مسائل مثل، طلبات الأحكام المستعجلة، وتصفية الشركات، وإجراءات الإفلاس، وبعض أنواع الإجراءات المدنية الأخرى، في النظام القانوني النيوزيلندي، كان القضاة المساعدون يُعرفون سابقًا باسم السادة.

#### مناشدات الحق
تتمتع المحكمة العليا في كولورادو بولاية قضائية على الاستئنافات المباشرة في القضايا التي تجد فيها المحكمة الابتدائية قانونًا غير دستوري، وفي قضايا عقوبة الإعدام، وفي قضايا قانون المياه، وفي بعض قضايا الانتخابات، وفي الطعون التمهيدية أي الطعون في منتصف جلسة حالة، وفي بعض الأمور ذات الأهمية الاستثنائية التي لا يعد الاستئناف العادي علاجًا كافيًا لها، وفي بعض الحالات الأخرى.

#### الاختصاص الأصلي والصلاحيات الإشرافية
تتمتع المحكمة العليا في كولورادو أيضًا بسلطة قضائية أصلية على إجراءات تأديب المحامين، وعلى الأسئلة الاستشارية التي تقدمها الهيئة التشريعية للولاية أو المدعي العام للولاية، والأسئلة التي تحيلها إليها المحاكم الفيدرالي، علاوة على ذلك تتمتع المحكمة العليا في كولورادو بسلطة إشرافية عامة وسلطة ميزانية على السلطة القضائية، وعملية صنع أحكام المحكمة، وتنظيم المحامين، وتقوم المحكمة العليا في كولورادو بتعيينات في عدد من المجالس واللجان، الأمر الذي غالبًا ما يكون له تأثير في توفير عضو يكسر التعادل في المواقف التي ينقسم فيها المعينون الآخرون بالتساوي على أسس حزبية.

## الأعضاء
العضوية الحالية للمحكمة العليا في كولورادو، وتاريخ تعيين كل قاض، هي كما يلي:
| العدالة                     | وُلد في                   | انضم في        | رئيس لمحكمة العليا | انتهاء الفصل الدراسي | التقاعد الإلزامي | تم تعيينه من قبل  | كلية الحقوق |
| --------------------------- | ------------------------ | -------------- | ------------------ | -------------------- | ---------------- | ----------------- | ----------- |
| مونيكا ماركيز،رئيسة المحكمة | 20 إبريل 1969 (55 سنة)   | 10 ديسمبر 2010 | 2024-الآن          | 2034                 | 2041             | بيل ريتر (د)      | ييل         |
| بريان بواترايت              | 16 يونيو 1962 (62 سنة)   | 21 نوفمبر 2011 | 2021-2024          | 2034                 | 2032             | جون هيكونلوبر (د) | دنفر        |
| وليام ديبليو هود الثالث     | 1963 (61-62 سنة)         | 13 يناير 2014  | –                  | 2026                 | 2035             | جون هيكونلوبر (د) | فرجينيا     |
| ريتشاردل. غابريل            | 3 مارس 1962 (62 سنة)     | 29 سبتمبر 2015 | –                  | 2028                 | 2034             | جون هيكونلوبر (د) | بنسلفانيا   |
| ميليسا هارت                 | 1969 أو 1970 (54-55 سنة) | 14 ديسمبر 2017 | –                  | 2030                 | 2041 أو 2042     | جون هيكونلوبر (د) | هارفارد     |
| كارلوس سمور                 | 1966 أو 1967 (57-58 سنة) | 2 يوليو 2018   | –                  | 2030                 | 2038             | جون هيكونلوبر (د) | دنفر        |
| ماريا بيركنكوتر             | 1962 أو 1963 (61-62 سنة) | 1 يناير 2021   | –                  | 2034                 | 2034 أو 2035     | جاريد بوليس (د)   | دنفر        |

ويجب أن يتقاعد القضاة عند بلوغهم سن 72 عامًا.

### عملية التعيين
عند حدوث شغور في المحكمة، تقوم لجنة أنشأها دستور الولاية بمراجعة الطلبات المقدمة، وتقدم اللجنة ثلاثة أسماء إلى المحافظ، ويكون أمام حاكم ولاية كولورادو 15 يومًا لاختيار القاضي التالي من تلك القائمة. يخدم القاضي المختار فترة مؤقتة مدتها سنتان قبل مواجهة انتخابات الاحتفاظ، ثم يختار الناخبون الاحتفاظ بالعدالة أم لا، إذا تم الاحتفاظ بالعدالة، فسيستمرون في الخدمة لمدة 10 سنوات كاملة قبل انتخابات الاحتفاظ التالية.
إذا لم يتم الاحتفاظ بالعدالة، تبدأ عملية التعيين مرة أخرى. ومع ذلك، لم يخسر أي قاضي استئناف انتخابات الاحتفاظ بالسلطة منذ وضع النظام في عام 1966، ولا يتم انتخاب القضاة كمسؤولين حزبيين، على الرغم من أنه يتم تعيينهم في البداية من قبل مسؤول حزبي منتخب. في عام 2006، رفض الناخبون محاولة لتغيير نظام الاحتفاظ بالقضاة عن طريق المبادرة، ويرجع ذلك جزئيًا إلى الحملة ضد المبادرة التي حظيت بدعم قوي من الأعضاء الديمقراطيين والجمهوريين في نقابة المحامين في كولورادو، ويتم اختيار رئيس القضاة من قبل القضاة من بينهم.

### الأجر السنوي
يتم تحديد الأجر من قبل السلطة التشريعية في الميزانية السنوية، وتبدأ سنة الميزانية في كولورادو في الأول من يوليو.

#### 2006
- رئيس القضاة - 125.656 دولارًا.
- العدالة المنتسبة - 122,972 دولارًا.

#### 2016
- حصل رئيس قضاة المحكمة العليا على 176.799 دولارًا سنويًا.

#### 2017-2018
- رئيس القضاة - 181.219 دولارًا.
- العدالة المنتسبة - 177,350 دولارًا.[5]

#### 2018-2019
- رئيس القضاة - 186.656 دولارًا.
- العدالة المنتسبة - 182,671 دولارًا.[5]

#### 2019-2020
- رئيس القضاة - 192.256 دولارًا.
- العدالة المنتسبة - 188,151 دولارًا.[6]

## مبنى المحكمة
يوجد غرفة مخصصة في الأصل للمحكمة العليا في كولورادو في مبنى الكابيتول بالولاية، وقد كانت المحكمة العليا في كولورادو ومحكمة الاستئناف في كولورادو تقعان في مبناهما الخاص عبر الشارع من مبنى الكابيتول بالولاية من عام 1977 إلى عام 2010، في أغسطس 2010، تم إنشاء المبنى وانفتح المجال لبناء محكمة أكبر، وبدأ تشييد المبنى الجديد في سبتمبر 2010، وتم افتتاح هذا المبنى الجديد، الذي أطلق عليه اسم مركز رالف إل كار كولورادو القضائي، في أوائل عام 2013، تم تسميته على اسم حاكم سابق لولاية كولورادو، ويقع المبنى في 2 East 14th Avenue في دنفر.
كان مبنى المحكمة العليا بالولاية عبارة عن هيكل يشبه الصندوق يرتفع عن الأرض بواسطة عمودين مربعين يقعان على الطرفين الشرقي والغربي للمبنى، والأجزاء الوحيدة من المبنى الموجودة فعليًا في الطابق الأرضي هي الأعمدة التي تحتوي على المداخل والمصاعد الخاصة بالمبنى.
يتميز الجانب السفلي من المبنى بلوحة جدارية بطول 150 قدمًا صممها فنان كولورادو أنجيلو دي بينيديتو، وقد صورت العديد من الشخصيات البارزة، بما في ذلك حمورابي وموسى ومارتن لوثر كينغ جونيور، وتمثل الشخصيات الأشخاص الذين يُعتقد أنهم قدموا مساهمات كبيرة في القانون والعدالة، مباشرة أسفل اللوحة الجدارية كانت هناك نافذة كبيرة مدمجة في الأرض وتطل على مكتبة القانون الموجودة تحت الأرض، وتمكن الأشخاص في المكتبة من النظر إلى اللوحة الجدارية عبر النافذة الزجاجية الموجودة في مستوى الأرض، تمت إزالة اللوحة الجدارية قبل هدم المبنى، لكن مصيرها النهائي غير مؤكد.
تقع قاعة المحكمة نفسها في الطابق الخامس من المبنى أعمدة الطابق الأرضي هي الطابق الأول، يتكون مدخل قاعة المحكمة من بابين كبيرين من المعدن النحاسي اللون وعليهما تصميم محكم، كانت قاعة المحكمة مضاءة بشكل خافت بنافذتين من الزجاج الملون تصوران قضاة المحكمة العليا السابقين، قاعة المحكمة دائرية الشكل، وفي وسطها منصة للمحامين، كانت المنصة عبارة عن عمود دائري يشبه حاوية أحمر الشفاه، وكانت مضاءة جيدًا، على عكس بقية قاعة المحكمة، ويوجد مقعدًا نصف دائري يتسع لسبعة قضاة، وخلف المقعد كانت هناك ستارة كبيرة يدخل من خلالها القضاة إلى قاعة المحكم.
تم تصميم المبنى السابق بواسطة John Rogers وRNL Design، وتم تصميم مركز العدالة Ralph L. Carr بواسطة Fentress Architects، يتكون الجناح القضائي من أربعة طوابق ويحتوي على قاعة المحكمة العليا وغرفها وقاعات محكمة الاستئناف، ويضم مركز العدالة أيضًا جناحًا مجاورًا عبارة عن برج مكاتب مكون من اثني عشر طابقًا يحتوي على مكتب النائب العام للدولة، بالإضافة إلى مكاتب لأجهزة الدولة الأخرى.
تم تسمية مركز العدالة الجديد على اسم حاكم كولورادو السابق رالف لورانس كار، الذي خدم في الفترة من عام 1939 إلى عام 1943 وكان معروفًا بمعارضته لاعتقال الأمريكيين اليابانيين خلال الحرب العالمية الثانية.

## نشر الآراء
يتم نشر جميع آراء المحكمة العليا في كولورادو، ويتم إصدار آراء المحكمة في البداية كآراء زلة ويتم نشرها على الموقع الإلكتروني للمحكمة، ثم يتم نشرها في النهاية في Westlaw's Pacific Reporter، وهو مراسل حالة إقليمي وهو المراسل الرسمي المعين لولاية كولورادو. تنشر Westlaw أيضًا صحيفة كولورادو ريبورتر الخاصة بالولاية، مع تكرار جميع حالات كولورادو من باسيفيك ريبورتر وإعادة استخدام ترقيم الصفحات والاستشهادات الخاصة بهذا المراسل، وتنشر نقابة المحامين في كولورادو أيضًا جميع آراء المحكمة العليا في كولورادو في مجلتها الشهرية، The Colorado Lawyer. بين عامي 1864 و1980، نشرت الولاية مراسلها الرسمي الخاص، كولورادو ريبورتس، وبدأت التغطية المتزامنة في مجلة Pacific Reporter في عام 1883.

## حالات بارزة

### في إعادة عنوان الاقتراع رقم 3، 1996:
- حقائق: قدم الملتمسان هيدجز وبريجز مبادرة مقترحة من شأنها إلغاء ميثاق حقوق دافعي الضرائب TABOR، في المادة العاشرة من دستور كولورادو، القسم 20. وجدت لجنة العنوان أن المبادرة تنتهك بند الموضوع الوحيد في دستور كولورادو الخاص بمبادرة الاقتراع.
- المشكلة: هل أخطأ مجلس العنوان في العثور على مبادرة الاقتراع أكثر من موضوع واحد؟
- القرار: في 13 مايو 1996، وجد خمسة من القضاة السبعة أن مجلس الملكية ارتكب خطأً. كتب القاضي جبرائيل القرار؛ ينضم رئيس المحكمة كوتس والقضاة هود وهارت وسمور. ومن أسبابهم:

1. للمبادرة هدف واحد فقط، وهو إلغاء تابور مواضيع المبادرة مرتبطة وموضوعها مرتبط بشكل صحيح.
2. لا يوجد في المبادرة ما يمكن قراءته لإخفاء شيء ما، أو يشكل خطر مفاجأة للناخبين.
3. كتابة المبادرة ببساطة ووضوح.

- التحليل: السوابق القضائية السابقة، التي تحدد أن إلغاء حكم دستوري متعدد الموضوعات ينتهك شرط الموضوع الواحد، لا يتم التحكم فيها هنا لعدة أسباب:[13]

1. في إعادة المبادرة المقترحة 1996-4, 916 P.2d 528, 533 (Colo. 1996)، لم يذكر هذا المبدأ إلا في الإملاءات، مما يعني أن الحجز قد تم كافتراضي ولم يكن في حل القضية المطروحة.
2. جميع القضايا الأخرى التي تشير إلى هذا الاحتجاز ترجع إلى قضية المبادرة المقترحة دون مزيد من التحليل، أو أن تحليلها كان مرة أخرى في الإملاءات.

- المعارضة: كتب القاضي ماركيز اعتراضًا وانضم إليه القاضي بوترايت.
- عقد: المبادرة التي تلغي نصًا دستوريًا يتضمن مواضيع متعددة لا تنتهك بند الموضوع الواحد في الدستور طالما أنها اجتازت الاختبار القياسي للموضوع الواحد:[14]

1. يحقق هدفًا أو غرضًا عامًا واحدًا.
2. لا يعامل المواضيع المتناقضة بنفس القدر.
3. يشتمل على موضوع مرتبط بالضرورة وبشكل صحيح.
4. لا يحتوي على أي شيء خفي أو خفي.
5. لا يشكل أي خطر للمفاجأة أو الاحتيال على الناخبين.

### رومر ضد إيفانز، 1996:
في عام 1992، وافق الناخبون في كولورادو على تعديل دستور الولاية، التعديل 2، الذي منع أي تقسيم سياسي داخل كولورادو من اتخاذ أي إجراء للاعتراف بالمثليين جنسياً كفئة محمية من الناس. في عام 1993، أصدرت المحكمة أمرًا قضائيًا دائمًا ضد التعديل، ووافقت المحكمة العليا في كولورادو، مشيرةً إلى أن التعديل يخضع للتدقيق الصارم بموجب بند الحماية المتساوية في التعديل الرابع عشر لدستور الولايات المتحدة، وأعادت القضية مرة أخرى إلى المحكمة الابتدائية لمعرفة ما إذا كان بإمكانها الصمود أمام التدقيق الصارم، وخلصت المحكمة الابتدائية إلى أنها لا تستطيع ذلك، ووافقت المحكمة العليا في كولورادو مرة أخرى بقرار 2-1، وتم استئناف القضية أمام المحكمة العليا الأمريكية في قضية رومر ضد إيفانز 1996، والتي أكدت حكم المحكمة العليا في كولورادو بأغلبية 6-3، على الرغم من تطبيق المراجعة على أساس عقلاني بدلاً من ذلك.

### اتحاد دافعي الضرائب ضد أسبن، 2016.
- حقائق: في عام 2012، فرضت مدينة أسبن رسمًا بقيمة 20 دولارًا لكل كيس في متاجر البقالة، وأرادت المدينة تقليل النفايات وتشجيع المواطنين على إحضار أكياس قابلة لإعادة الاستخدام.
- المشكلة: كانت المشكلة هي ما إذا كانت الضريبة ضريبة أم رسمًا بموجب القانون، تتطلب الضريبة موافقة الناخبين بموجب تعديل TABOR في دستور كولورادو.
- القرار: تم كتابة رأي الأغلبية من قبل رئيس المحكمة العليا رايس، وقررت هي والقضاة ماركيز وغابرييل وهارت أن المبلغ كان بمثابة رسوم لأنه لم يتم فرضه لجمع الأموال للمدينة، وكان له غرض محدد لهذه الأموال.
- المعارضة: اعترض القضاة كوتس وبوترايت وهود.
- عقد: أيد قرار عام 2016 القرار الصادر بالإجماع عن محكمة الاستئناف في كولورادو.[16]

### كولورادو للنفط والغاز ضد مارتينيز، 2017
- حقائق: في عام 2013، اقترح المجيبون قاعدة جديدة على لجنة الحفاظ على النفط والغاز في كولورادو، وتتطلب القاعدة من اللجنة منح عمليات حفر جديدة فقط إذا كانت لا تضر بالبيئة، وقررت اللجنة أنها لا تملك السلطة القانونية لمنح مثل هذه القاعدة، وعند المراجعة نقضت محكمة مقاطعة دنفر اللجنة، ثم حكمت محكمة الاستئناف القضية رقم 2016CA564 أمام المحكمة المحلية ووافقت على قرار اللجنة.
- المشكلة: هل تتمتع اللجنة بالسلطة القانونية للموافقة على القاعدة التي يقترحها المدعى عليه؟
- القرار: في عام 2017، تمت كتابة الرأي بالإجماع من قبل القاضي جبرائيل، ووجدت ثلاثة أسباب لضرورة بقاء قرار اللجنة:

1. للمحكمة دور محدود في مراجعة قرار اللجنة بعدم تنفيذ قاعدة جديدة.
2. تتعارض القاعدة الجديدة مع السلطة الممنوحة للجنة من قبل المجلس التشريعي للولاية.
3. كانت اللجنة تعمل بالفعل مع وكالة أخرى لمعالجة المخاوف التي أثارها المستجيبون.

- عقد: أيدت المحكمة العليا قرار محكمة الاستئناف، ونقضت قرار محكمة مقاطعة دنفر، وأيدت قرار لجنة الحفاظ على النفط والغاز في كولورادو.[17]

### زواج المثليين في القانون العام، 2021
في يناير 2021، أصدرت المحكمة العليا في كولورادو حكمًا بالاعتراف بأثر رجعي بزواج المثليين في القانون العام.

### أندرسون ضد جريسوولد، 2023
في 19 ديسمبر 2023، أعلنت المحكمة العليا في كولورادو بأغلبية 4-3، أن الرئيس السابق دونالد ترامب غير مؤهل للرئاسة بموجب بند التمرد في دستور الولايات المتحدة، وأبعدته من الاقتراع التمهيدي للرئاسة في الولاية، وكانت هذه هي المرة الأولى في التاريخ التي يتم فيها استخدام المادة 3 من التعديل الرابع عشر لاستبعاد مرشح رئاسي، وكانت محكمة مقاطعة كولورادو قد قضت سابقًا بأن هجوم الكابيتول في 6 يناير كان تمردًا بالمعنى المقصود في المادة 3، وأن ترامب انخرط في التمرد من خلال التحريض على الهجوم خارج نطاق الحماية التي يوفرها التعديل الأول للدستور، ولكن أن القسم 3 لا ينطبق على ترامب لأن رئيس الولايات المتحدة ليس ضابطًا في الولايات المتحدة، وبالتالي فإن ترامب لم يقسم سابقًا كمسؤول في الولايات المتحدة، كما هو مطلوب في القسم 3.
بعد أن تلقى قضاة المحكمة العليا تهديدات عنيفة كبيرة من أنصار ترامب الغاضبين، تم إحضار مكتب التحقيقات الفيدرالي للتحقيق، علاوة على ذلك، ألمح محامي ترامب، جيسي بينال، إلى أن هؤلاء القضاة وغيرهم، سيخضعون للملاحقة القضائية من قبل وزارة العدل الحقيقية في إدارة ترامب المستقبلية.